# Stanley (Virgínia)
Stanley é uma cidade  localizada no estado norte-americano de Virginia, no Condado de Page.

## Demografia
Segundo o censo norte-americano de 2000, a sua população era de 1326 habitantes.
Em 2006, foi estimada uma população de 1335, um aumento de 9 (0.7%).

## Geografia
De acordo com o United States Census Bureau tem uma área de
2,9 km², dos quais 2,9 km² cobertos por terra e 0,0 km² cobertos por água. Stanley localiza-se a aproximadamente 244 m acima do nível do mar.

## Localidades na vizinhança
O diagrama seguinte representa as localidades num raio de 24 km ao redor de Stanley.